# Saint-Viaud
Saint-Viaud  es una población y comuna francesa, situada en la región de Países del Loira, departamento de Loira Atlántico, en el distrito de Saint-Nazaire y cantón de Saint-Père-en-Retz.

## Demografía
| 1488 | 1508 | 1359 | 1576 | 1713 | 1837 |
| Para los censos de 1962 a 1999 la población legal corresponde a la población sin duplicidades (Fuente: INSEE [Consultar]) |      |      |      |      |      |